# Toki Sawada
Pour les articles homonymes, voir Sawada.
Toki Sawada (沢田時, Sawada Toki) (né le 12 janvier 1994 à Yasu, au Japon) est un coureur cycliste japonais. Il est spécialiste du cyclo-cross et de VTT.

## Palmarès en cyclo-cross
- 2010-2011
  -  Champion du Japon de cyclo-cross juniors
- 2011-2012
  -  Champion du Japon de cyclo-cross juniors
- 2012-2013
  - 3e du Kansai Cyclo Cross Yasu
- 2013-2014
  - 3e du championnat du Japon de cyclo-cross
- 2015-2016
  -  Champion du Japon de cyclo-cross espoirs
  - 3e du Kansai Cyclo Cross Makino
- 2016-2017
  -  Champion du Japon de cyclo-cross
  - Kansai Cyclo Cross Makino
  - 2e du Rapha Nobeyama Supercross
- 2020-2021
  -  Champion du Japon de cyclo-cross
- 2022-2023
  - 2e du championnat du Japon de cyclo-cross
- 2023-2024
  - 2e du championnat du Japon de cyclo-cross
- 2024-2025
  - 3e du championnat du Japon de cyclo-cross

## Palmarès en VTT

### Jeux asiatiques
- Hangzhou 2022
  -  Médaillé de bronze du cross-country

### Championnats d'Asie
- 2014
  - 7e du cross-country
- 2024
  -  Champion Asie de cross-country

### Championnats nationaux
| - 2011 - Champion du Japon de cross-country juniors - 2012 - Champion du Japon de cross-country juniors - 2013 - Champion du Japon de cross-country espoirs - 2014 - Champion du Japon de cross-country espoirs | - 2015 - Champion du Japon de cross-country espoirs - 2020 - 2e du championnat du Japon de cross-country - 2021 - Champion du Japon de cross-country - Champion du Japon de cross-country short circuit |